# アネット・バッドランド
アネット・バッドランド（Annette Badland、1950年8月26日 - ）は、イングランドの女優。映画・舞台・ラジオ・テレビに幅広い役で出演している。BBCのSFドラマ『ドクター・フー』のマーガレット・ブレイン役、『アウトランダー』のグレンナ・フィッツギボンズ役、BBCの昼ドラ『イーストエンダーズ』のベイブ・スミス役で知られる。1993年にはジム・カートライトの舞台 The Rise and Fall of Little Voice (en) でローレンス・オリヴィエ賞助演女優賞にノミネートされた。

## 生い立ち
バッドランドは1950年8月26日にバーミンガムのエジバストンにて生まれた。母親はスコットランドのローンヘッド出身で、第二次世界大戦中にバーミンガムに疎開して弾薬と航空機の製造に従事していたところ、父親と出会った。バッドランド一家は休日には頻繁にスコットランドの実家に帰省し、またウェールズにも時折足を運んだ。バッドランドはエセックスのラフトンに位置する East 15 Acting School で演技を学び、サウスウォールドのサマーシアターでのレパートリー・シアターで壇上に上がる。1970年夏の Private Lives (en) でのメイド役での演技をきっかけに、Equity card (en) を手にしてプロとして出演する資格を得た。

## キャリア
スクールを卒業した後、イアン・マッケランによるケンブリッジ・アート・シアターのThe Actors' Company (en) に所属。プロとしての初出演は1972年10月、ノエル・ウィリアム監督の Three Arrows（アイリス・マードック原作）とリチャード・コットレル監督の Ruling the Roost（ジョルジュ・フェドー原作）であった。ランカスターでのドゥーク・シアター (en) でのパントマイム劇 Toad of Toad Hall (en) （A・A・ミルン原作）の後に移籍し、1973年のシーズンからはストラトフォード＝アポン＝エイヴォンのロイヤル・シェイクスピア・カンパニーに所属。先述の The Rise and Fall of Little Voice で歌を通じて自己を表現する若い女性を演じたのは1992年10月から1993年2月まで、オールドウィッチ・シアターでのことであった。2006年にはイングランドのバースに位置するロイヤル・シアターで The Peter Hall Company と共に仕事をし、二作品に出演。この他にも多くの舞台に出演した。

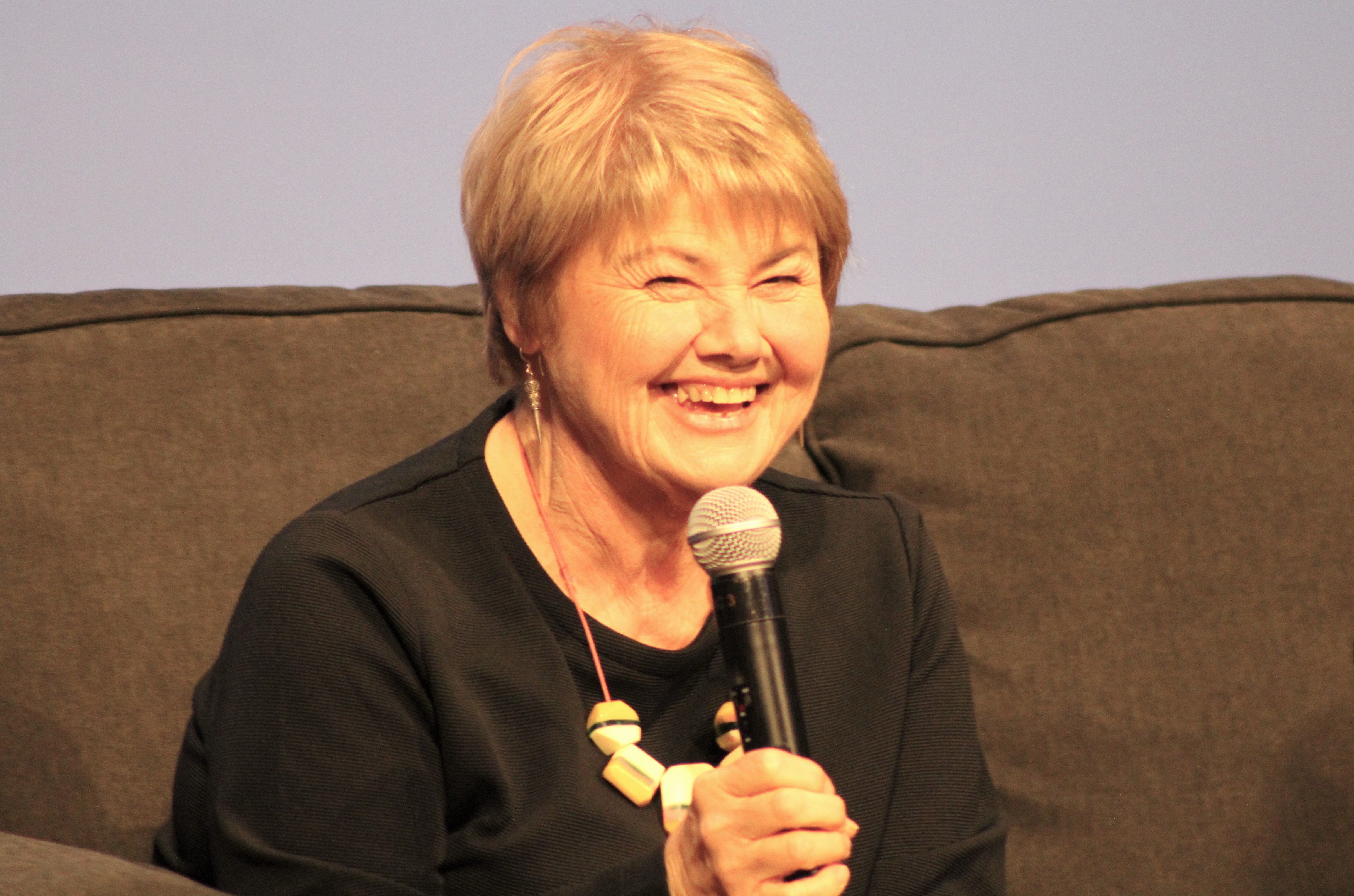
2018年のアネット・バッドランド

1975年にはテムズ・テレビジョンのテレビ映画 The Naked Civil Servant に出演し、初のテレビ出演を果たす。2005年にはBBCのSFドラマ『ドクター・フー』第1シリーズにて敵のエイリアンであるスリジーンの役を演じた。当初出演した「UFO ロンドンに墜落」と「宇宙大戦争の危機」では台詞は少なかったものの、当時の製作総指揮者ラッセル・T・デイヴィスがバッドランドの演技を気に入ったため、「悲しきスリジーン」で再出演し彼女のキャラクターに焦点が当てられた。2013年12月12日には同じくBBCの昼ドラ『イーストエンダーズ』でレギュラー出演することが明かされ、2014年1月13日にベイブ・スミス役で初出演した。2016年には新エグゼクティブ・プロデューサーのシーン・オコナーが2017年2月9日を最後に彼女が退場することを告知した。なお同じく2014年からは『アウトランダー』に出演。
映画での初出演はルイス・キャロルの詩を原作とした映画『ジャバーウォッキー』（1977年）、ラジオでの初のキャリアはBBCラジオ3での Little Malcolm and His Struggle Against the Eunuchs（1992年）であった。

## 主な出演

### 舞台
- Private Lives（1970年） - メイド役
- Three Arrows（1972年） - 兵士役
- Ruling the Roost（1972年） - ゲスト役
- 『お気に召すまま』（1973年） - オードリー役
- 『恋の骨折り損』（1973年） - 様々
- 『ロミオとジュリエット』（1973年） - 女性役
- 『じゃじゃ馬ならし』（1973年） - ホステス役
- 『あわれ彼女は娼婦』（1999年） - プターナ役
- 『フォースタス博士』（2002年） - アンホルト侯爵夫人役
- 『尺には尺を』（2006年） - オーヴァーダン夫人役
- 『エドワード二世』（2019年） - モーティマー役

### テレビ
- The Naked Civil Servant（1975年） - タップダンスの生徒役
- Casualty（1990年 - 2012年） - ジョディ・フォーブス、マギー・ヤングなど
- 『名探偵ポワロ』（2003年） - スプリッグス役
- 『ホライゾン』（2005年） - 看護師役
- 『コロネーション・ストリート』（2005年） - テルマ・クレッグ役
- 『ドクター・フー』（2005年） - マーガレット・ブレイン役
- 『スキンズ』（2012年） - Mavis役
- 『イーストエンダーズ』（2014年 - 2017年） - ベイブ・スミス役
- 『アウトランダー』（2014年 - 2015年） - グレンナ・フィッツギボンズ役
- 『バーナビー警部』（2019年） - フルール・パーキンス役
- 『私立探偵ストライク』（2020年） - ミニキャブの運転手役
- 『テッド・ラッソ:破天荒コーチがゆく』（2020年） - 女主人役
- 『ザ・クラウン』（2020年） - マーガレット・マーガティ博士役

### 映画
- 『ジャバーウォッキー』（1977年） - グリセルダ・フィッシュフィンガー役
- 『リトル・ヴォイス』（1998年） - サディ役
- 『ビューティフル・ピープル』（1999年） - 心理士
- 『チャーリーとチョコレート工場』（2005年） - 女性役
- 『Merry Christmas! 〜ロンドンに奇跡を起こした男〜』（2017年） - フェジウィグ夫人役
- 『冬物語』（2018年） - 老シェパード役[24][25][26]

## 賞とノミネート
| 年   | 賞                       | 部門                           | 作品                                  | 結果       |
| ---- | ------------------------ | ------------------------------ | ------------------------------------- | ---------- |
| 1993 | ローレンス・オリヴィエ賞 | 助演女優賞                     | The Rise and Fall of Little Voice     | ノミネート |
| 1999 | 全米映画俳優組合賞       | キャスト賞                     | 『リトル・ヴォイス』                  | ノミネート |
| 2021 | 全米映画俳優組合賞       | アンサンブル賞（コメディ部門） | 『テッド・ラッソ:破天荒コーチがゆく』 | 未決定     |